# Professional Bull Riders

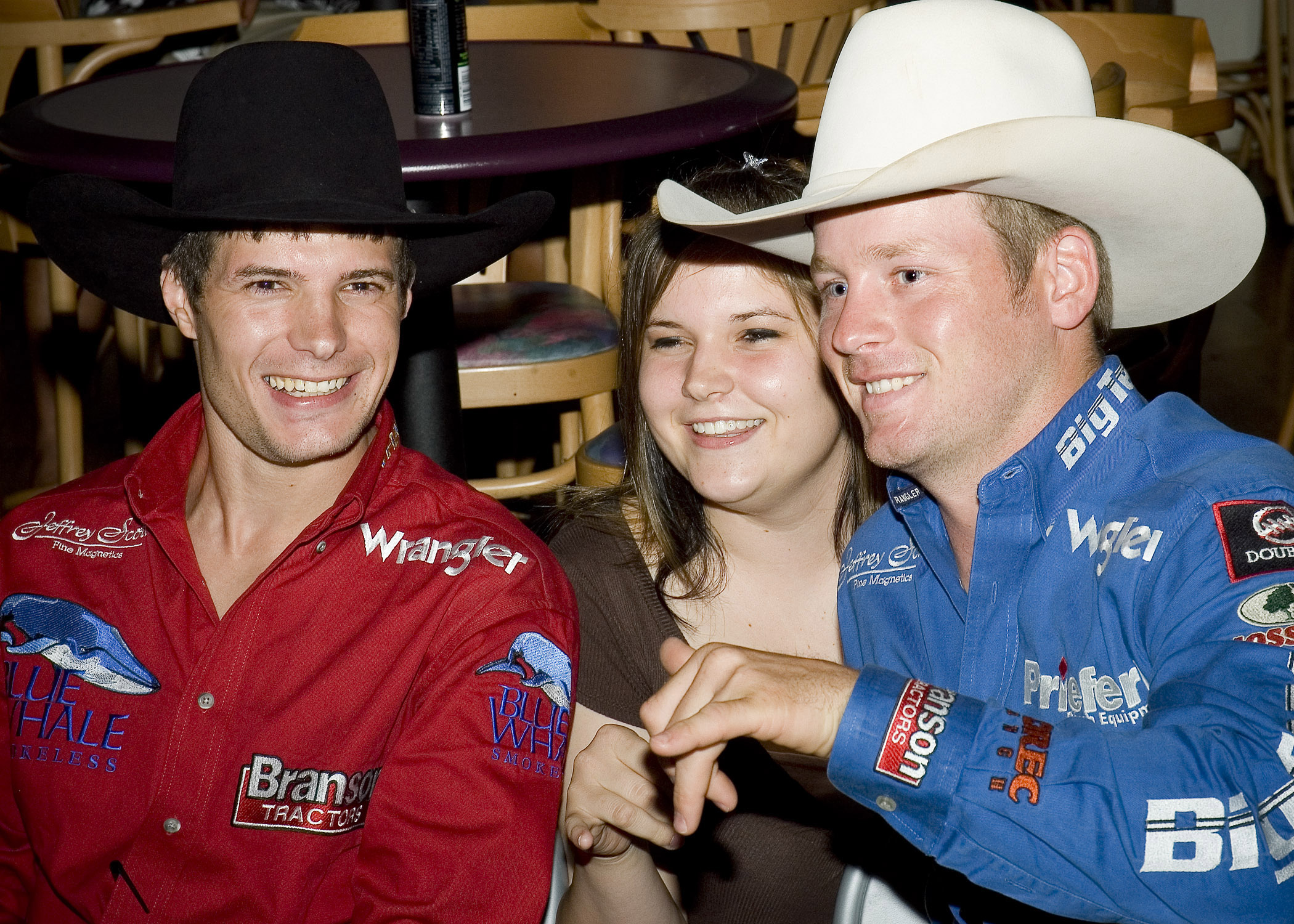

La Professional Bull Riders (PBR) est une organisation professionnelle de rodéo sur taureau créée en 1992 par vingt cowboys qui en avaient assez de la scène rodéo traditionnelle. Elle est installée à Fort Worth, dans le Texas. 
Les shows de la PBR sont diffusés aux États-Unis par CBS, et en France d'abord par Canal+ puis Eurosport avant de revenir sur Canal+ Sport. Plus de huit cents cowboys provenant des États-Unis, du Canada, du Brésil, du Mexique et d'Australie sont membres de la PBR. Les cowboys participent à plus de cent compétitions par an, soit dans la Velocity Tour, soit dans la Unleash the Beast Series ou dans la ligue mineures la Touring Pro Division pour avoir une chance de participer au PBR World Finals à Fort Worth.
Les shows de la PBR se déroule d'abord en premier tour, appelé Unleash the Beast Series durant 24 shows, à travers les États-Unis, 35 des meilleurs cowboys sont en compétition pour être le mieux noté et ainsi être le premier. Le but étant de rester 8 secondes sur un taureau sellé, avec une seule main comme appui, et l'obligation d'avoir une main en l'air, sans tomber. Les critères de notes sont si le cowboy tient 8 secondes, mais aussi la difficulté, la performance et la technicité du taureau, ainsi que du cowboy. Les cowboys sont équipés au choix : d'un casque avec une grille, ou de leur traditionnel chapeau de cowboys, ainsi que d'un plastron sur le torse. À la fin de chaque show, les quinze mieux notés participent au Championship round où celui qui a les meilleurs notes de la compétition en entier est le vainqueur. À la fin, les meilleurs cowboys participent aux Finals à Fort Worth pour être le Champion du monde de la PBR, le vainqueur gagne alors une boucle de ceinture en or massif avec l'année PBR et un prix de 1 000 000 $.
La PBR décerne aussi un prix aux meilleurs taureaux et à leurs éleveurs, ainsi des taureaux nommés Reindeer, Dr. Proctor, Walk This Way, Holy Moly, Big Bucks ou Little Yellow Jacket sont presque aussi connus que les cowboys qui les montent, aussi on peut trouver différents produits à l'effigie de ces animaux.
Des cowboys tels que Justin McBride, double champion du monde, ou Adriano Moraes premier champion en 1994 et triple vainqueur, ou Mike Lee, sont de vraies stars aux États-Unis. De plus, chaque vainqueur amasse une petite fortune, et un classement est fait sur les riders qui ont le plus gagné durant les dernières années.
Justin McBride est devenu le cowboy le plus riche de la PBR en 2007.
La PBR a obtenu le titre de « sport le plus dangereux du pays » aux États-Unis.

## Champions du monde PBR
- 1994 -  Adriano Moraes
- 1995 -  Tuff Hedeman
- 1996 -  Owen Washburn
- 1997 -  Michael Gaffney
- 1998 -  Troy Dunn
- 1999 -  Cody Hart
- 2000 -  Chris Shivers
- 2001 -  Adriano Moraes
- 2002 -  Ednei Caminhas
- 2003 -  Chris Shivers
- 2004 -  Mike Lee
- 2005 -  Justin McBride
- 2006 -  Adriano Moraes
- 2007 -  Justin McBride
- 2008 -  Guilherme Marchi
- 2009 -  Kody Lostroh
- 2010 -  Renato Nunes
- 2011 -  Silvano Alves
- 2012 -  Silvano Alves
- 2013 -  J.B. Mauney
- 2014 -  Silvano Alves
- 2015 -  J.B. Mauney
- 2016 -  Cooper Davis
- 2017 -  Jess Lockwood [3]
- 2018 -  Kaique Pacheco
- 2019 -  Jess Lockwood [4]
- 2020 -  Jose Vitor Leme
- 2021 -  Jose Vitor Leme
- 2022 -  Daylon Swearingen
- 2023 -  Rafael Jose de Brito
- 2024 -  Cassio Dias
- 2025 -  Jose Vitor Leme

## Films et séries
Chemins croisés est un film dont le thème principal est ce sport.
La série "Intrépides" (Fearless en VO), disponible sur Netflix, est à propos de la saison 2015 à travers les témoignages de riders brésiliens tels que Kaique Pacheco et Guilherme Marchi.
Dans Les Experts (série télévisée), saison 8 épisode 11, porte essentiellement sur le PBR